# 小行星78661
小行星78661（78661 Castelfranco）是一颗绕太阳运转的小行星，为主小行星带小行星。该小行星于2002年10月20日发现。
該小行星以義大利特雷維索省的市鎮威尼托自由堡命名。

## 轨道参数
小行星78661的轨道半长轴为349 359 519 km，2.3352909 UA，离心率为0.034。